# 서태희
서태희(1992년 8월 11일 ~ )는 대한민국의 스타크래프트 II 프로게이머이다. Journey라는 아이디를 사용하며, 종족은 테란이다.
2012년 8월 MJ Team에 입단하였으며 11월 팀에서 탈퇴했다.
2013년 상반기 드래프트에서 SK텔레콤 T1의 1차 지명으로 입단하였다.
2014년 4월 10일 SK텔레콤 T1에서 탈퇴, 무소속 신분이 되었다.
2014년 12월 삼성 갤럭시의 프로리그 2015 로스터에 등록, 삼성 갤럭시에 입단되었음이 확인되었다.
2016년 10월 삼성 갤럭시의 스타크래프트 II 종목 팀 해체로 무소속 신분이 되었다.

## 수상 경력
- 2012년 IEF 2012 한국 대표 선발전 4위
- 2012년 IEF 2012 그랜드파이널 12강
- 2013년 7월 2013 WCS 코리아 시즌 2 챌린저리그 48강
- 2014년 4월 2014 WCS 코리아 시즌 2 핫식스 글로벌 스타크래프트 II 리그 코드 A 48강
- 2014년 7월 The Big One 8강
- 2014년 11월 MSI Beat IT 2014 16강
- 2014년 11월 PughCraft Invitational #2 32강
- 2015년 7월 스베누 스타크래프트 II 스타리그 2015 시즌 3 챌린지 24강
- 2016년 1월 2016 핫식스 글로벌 스타크래프트 II 리그 시즌 1 코드 S 32강
- 2016년 6월 2016 핫식스 글로벌 스타크래프트 II 리그 시즌 2 코드 A 48강